# Kölner Klub für Luftsport
Der Kölner Klub für Luftsport e.V. (KKfL) ist ein Flugsportverein, der seinen Sitz am Verkehrslandeplatz Bonn/Hangelar hat. Er wurde 1906 gegründet und gehört somit zu den ältesten deutschen Fliegerklubs.

## Geschichte
Der Verein wurde 1906 unter dem Namen „Kölner Aero-Klub“ geführt; später in „Kölner Klub für Luftschifffahrt“ und schließlich in „Kölner Klub für Luftsport e.V.“ umbenannt. Ursprünglich war der Klub auf dem Kölner Flughafen Butzweilerhof ansässig, musste jedoch aufgrund dessen Schließung umziehen.
Während die Motorfluggruppe nach Bonn/Hangelar zog, fand die Segelfluggruppe auf dem Segelfluggelände Eudenbach ihr neues Domizil. Im Jahre 2004 spalteten sich Motor- und Segelfluggruppe voneinander ab. Seitdem ist der KKfL ein reiner Motorflug-Klub.

## Aktivitäten
Der Verein betreibt eine Flugschule, in der die ICAO-konforme Pilotenlizenz PPL(A) und die ausschließlich EASA-konforme LAPL(A) erworben werden können. Für Mitglieder werden nach Bedarf NVFR-Schulungen angeboten. Außerdem bietet der Klub Lehrgänge zum Erwerb der Sprechfunkzeugnisse BZF-I und BZF-II an.
Den Mitgliedern stehen seit dem 1. März 2022 fünf Leichtflugzeuge zum Chartern zur Verfügung.
Im Auftrag des Westdeutschen Rundfunks führten die Piloten des KKfL bis zum 31. Dezember 2015 Stau-Beobachtungsflüge mit einer eigens hierfür ausgestatteten und in den Farben des Senders WDR 2 lackierten Cessna 172 durch.

## Flotte
Der Klub verfügt über folgende Flugzeuge:
- Cessna C172 (zwei Maschinen)
- Piper PA-28-181 (drei Maschinen)
- Aquila A210